# نونو بتنکورت
نونو بتنکورت (به پرتغالی: Nuno Duarte Gil Mendes Bettencourt) گیتاریست چیره‌دست آمریکایی پرتغالی-تبار اهل لس آنجلس است.
شهرت او بیشتر بخاطر فعالیتهای او در گروه اکستریم در دهه ۹۰ میلادی بعنوان لید گیتاریست موفق این گروه بود.
او گیتارهای خود را با حمایت شرکت واشبرن طراحی می‌کند.
در سال ۲۰۰۴، نشریهٔ جهان گیتار (به انگلیسی: Guitar World) بتنکورت را در ردهٔ ۴۴ برترین گیتاریست‌های هوی متال جهان قرار داد.